# Makoto Shinkai
Makoto Shinkai (新海 誠, Shinkai Makoto) (Koumi, 9 februari 1973) is een Japans regisseur, schrijver, producent, animator en grafisch artiest. Hij is bekend als regisseur van de film Your Name., de meest succesvolle animefilm aller tijden.

## Biografie
Shinkai werd geboren als Makoto Niitsu in Koumi, Nagano. Hij studeerde Japanse literatuur aan de Universiteit van Chuo. Zijn interesse voor manga, anime en romans begon op de middelbare school. Zijn favoriete animefilm is Castle in the Sky van regisseur Hayao Miyazaki. Shinkai wordt in sommige interviews genoemd als opvolger van Miyazaki, maar dat vindt hij zelf een overschatting.
Zijn eerste baan was in 1994 bij computerspelontwikkelaar Nihon Falcom, waar hij vijf jaar werkte aan videoclips voor diverse spellen. Hier ontmoette hij muzikant Tenmon, die later de muziek voor zijn films ging verzorgen.
In 1999 bracht Shinkai de korte animatiefilm She and Her Cat uit, die enkele prijzen won. Na dit succes besloot hij te werken aan een tweede film, genaamd Voices of a Distant Star. Dit wekte de interesse van Manga Zoo, die met hem wilde samenwerken om de film uit te brengen. Voices werd in 2004 opgevolgd door The Place Promised in Our Early Days. In 2007 kwam zijn film 5 Centimeters per Second uit.
Na een korte tijd in Londen keerde hij in 2009 terug naar Japan, waar hij werkte aan de film Children Who Chase Lost Voices. Die film kwam uit op 7 mei 2011. Twee jaar later kwam The Garden of Words uit.
Shinkais volgende film was Your Name. (Kimi no Na wa), die uitkwam op 26 augustus 2016. De film kreeg positieve recensies en werd een groot commercieel succes. Op 16 januari 2017 werd Your Name. de meest succesvolle animefilm aller tijden. Hiermee haalde het Miyazakis Spirited Away in.

## Werken

### Films
- The Place Promised in Our Early Days (2004)
- 5 Centimeters per Second (2007)
- Children Who Chase Lost Voices (ook bekend onder de titel Journey to Agartha) (2007)
- The Garden of Words (2013)
- Your Name. (2016)
- Weathering with You (2019)
- Suzume (2022)

### Korte films
- The world be enclosed (1998)
- Other Worlds (1998)
- She and Her Cat (1999)
- Voices of a Distant Star (2002)
- Egao (2003)
- A Gathering of Cats (2007)
- Someone's Gaze (2013)

### Computerspellen
- The Legend of Heroes III: Song of the Ocean (1999)
- Ys Eternal (2000, niet-uitgebrachte titel)
- Bittersweet Fools (2001)
- Wind: A Breath of Heart (2003)
- Footstep Of Spring (2004)
- Ef: A Fairy Tale of the Two (2006)